# استارشیپ انترتینمنت
استارشیپ اینترتینمنت (انگلیسی: Starship Entertainment) شرکت سرگرمی کره‌ای است، که در سال ۲۰۰۸ توسط شرکت کاکائو ام تأسیس شد.